# 職業能力開発総合大学校
職業能力開発総合大学校（しょくぎょうのうりょくかいはつそうごうだいがっこう、英語: Polytechnic University）は、東京都小平市小川西町二丁目32番1号に本部を置く日本の省庁大学校である。厚生労働省所管。1961年（昭和36年）に設置された。大学校の略称は能開大、職業大、PTU。

## 概観

### 大学校全体
学校教育法の規定によらない教育訓練施設で、厚生労働省所管の省庁大学校である。テクノインストラクター（職業訓練指導員）の養成、テクノインストラクターの能力向上のための訓練、先端的な高度職業訓練、並びに職業能力開発に関する調査・研究を総合的に行うことを目的とする。訓練課程、訓練科、教科の科目、設備等は職業能力開発促進法施行規則に定められる基準に基づく。
職業能力開発促進法第27条第3項の規定により国が設置するが、雇用保険法第63条第3項、及び職業能力開発促進法第96条、並びに独立行政法人高齢・障害・求職者雇用支援機構法第14条第1項第7号に基づき、国に代わって独立行政法人高齢・障害・求職者雇用支援機構が設置・運営する。

### 大学校の理念
本大学校の理念は、「ものづくり」と「人づくり」である。「ものづくり」では、「科学・技術・技能の融合」を最重要視する。「ものづくり」を人に伝え、次世代を担う人材育成に当たるための教育訓練が「人づくり」である。

### 教育訓練および研究
本大学校の総合課程（学部に相当）の卒業者には、独立行政法人大学改革支援・学位授与機構への申請により同機構長名で学士（生産技術）の学位が授与される。
因みに英語では「総合課程」を（Faculty of Manufacturing Science & Technology 製造科学技術学部）、「学士（生産技術）」を（Bachelor of Science in Manufacturing technology 製造技術理学士）としている。
本大学校の旧カリキュラム（長期養成課程）、現カリキュラム（指導員養成訓練、指導員養成課程・高度養成課程）、職業能力開発研究学域（大学院修士課程に相当）の修了者には、同機構への申請、審査および試験を経て、同機構長名で修士（生産工学）の学位が授与される。
研究面の特色として、職業能力開発の実践に必要な調査研究がある。

## 沿革

### 年表
- 1961年（昭和36年）
  - 4月 - 労働福祉事業団（特殊法人、現: 独立行政法人労働者健康安全機構）が東京都小平市に中央職業訓練所を設置。
  - 7月 - 労働福祉事業団から雇用促進事業団（特殊法人）に移管。
- 1965年（昭和40年）2月 - 職業訓練大学校に改名。
- 1973年（昭和48年）10月 - 神奈川県相模原市に移転。
- 1991年 （平成3年）4月 - 学位授与機構（現・独立行政法人大学改革支援・学位授与機構）により学位（学士、修士）授与の教育施設として認定。
- 1993年（平成5年）4月 - 職業能力開発大学校と改名する。
- 1999年（平成11年）
  - 4月 - 職業能力開発大学校・職業能力開発大学校研修研究センター・東京職業能力開発短期大学校を統合して職業能力開発総合大学校を設立、それぞれは職業能力開発総合大学校・職業能力開発総合大学校能力開発研究センター・職業能力開発総合大学校東京校と改名。
  - 10月 - 雇用・能力開発機構（特殊法人）が設置・運営者となる。
- 2002年（平成14年）1月 - 起業・新分野展開支援センターを開設する。
- 2003年（平成15年）7月 - 関西起業・新分野展開支援センターを開設する。
- 2004年（平成16年）3月 - 独立行政法人雇用・能力開発機構が設置・運営者となる。
- 2010年（平成22年）3月 - 起業・新分野展開支援センターおよび関西起業・新分野展開支援センターを業務終了する。
- 2011年 （平成23年）10月 - 独立行政法人高齢・障害・求職者雇用支援機構に移管される。
- 2012年 （平成24年）2月 - 独立行政法人大学評価・学位授与機構（現・独立行政法人大学改革支援・学位授与機構）により総合課程が学士授与の教育施設として認定される。
- 2013年 （平成25年）3月 - 東京都小平市の職業能力開発総合大学校東京校と統合・移転。
- 2016年 （平成28年）2月 - 独立行政法人大学改革支援・学位授与機構により長期養成課程職業能力開発研究学域が修士授与の教育施設として認定される。

### 学士を得られる課程の学科の変遷

#### 長期課程
- 1961年 度（昭和36年度）から1988年 度（昭和63年度）までの入学者
  - 鍛造鋳造科、機械科、板金溶接科、運輸装置科、第1電気科、第2電気科、建築科、木材加工科、塗装科

- 1989年 度（平成元年度）から2003年 度（平成15年度）までの入学者
  - 産業機械工学科、生産機械工学科、電気工学科、電子工学科、情報工学科、建築工学科、造形工学科、福祉工学科

- 2004年 度（平成16年度）から2008年 度（平成20年度）までの入学者
  - 精密機械システム工学科、機械制御システム工学科、電気システム工学科、電子システム工学科、情報システム工学科、通信システム工学科、建築システム工学科

- 2009年 度（平成21年度）から2011年 度（平成23年度）までの入学者
  - 機械システム工学科、電気システム工学科、電子情報システム工学科、建築システム工学科

#### 総合課程
- 2012年 度（平成24年度）以降の入学者
  - 機械専攻、電気専攻、電子情報専攻、建築専攻

### 修士を得られる課程の学科の変遷

#### 研究課程
- 1988年 度（昭和63年度）から2011年 度（平成23年度）までの入学者
  - 機械専攻、電気・情報専攻、建築・造形専攻

#### 長期養成課程職業能力開発研究学域
- 2016年 度（平成28年度）以降の入学者
  - 機械工学専攻、電気工学専攻、電子情報学専攻、建築学専攻

### 指導員養成に関する課程の変遷

#### 長期課程
- 上記「学士を得られる課程の学科の変遷」と同様

#### 長期養成課程
- 2014年 度（平成26年度）以降の入学者 
  - 機械指導科、電気指導科、電子情報指導科、建築指導科

#### 専門課程
- 1994年 度（平成4年）から2013年 度（平成25年度）までの入学者
  - 鋳造科、機械科、塑性加工科、構造物鉄工科、溶接科、電気科、電子科、コンピュータ制御科、自動車整備科、内燃機関科、建築科

#### 職種転換課程
- 2016年 度（平成26年度）以降の入学者
  - 機械科、メカトロニクス科、コンピュータ制御科、構造物鉄工科、塑性加工科、溶接科、電気科、電気工事科、電子科、建築科、木工科、配管科、情報処理科、塗装科、デザイン科

#### 応用研究課程
- 1999年 度（平成11年）から2012年 度（平成24年度）までの入学者
  - 応用研究科高度実践技術指導者専攻

#### 高度養成課程
- 2014年 度（平成26年度）以降の入学者
  - 応用研究科高度実践技術指導者専攻

#### 短期養成課程（実務経験者訓練技法習得コース）
- 2015年 度（平成27年度）以降の入学者
  - 職業能力開発指導力、コーディネート力、キャリア・コンサルティング力

#### 短期養成課程（指導力習得コース）
- 2019年 度（平成31年度）以降の入学者
  - 機械指導科、電気指導科、電子情報指導科、建築指導科

## 基礎データ

### 所在地
- 〒187-0035 東京都小平市小川西町二丁目32番1号

### 象徴
- 本大学校のシンボルマークは、科学・技術・技能の融合を表している。
- 本大学校の歌として、永原康好作詞、木下正弘作曲による校歌「若き生命」と訓大寮歌「我らが館」がある。

## 教育訓練

### 組織

#### 総合課程
生産現場の指導者になり得る人材の育成を目的とし、職業訓練と大学教育の一体化教育を行う。入学対象者は主に高等学校（定時制課程・通信制課程を含む）または中等教育学校卒業者で、修業年限は4年である。授業料は国立大学法人の標準額と同額である。
| 専攻         | 定員 | 技能照査の合格で取得 |
| ------------ | ---- | -------------------- |
| 機械専攻     | 20名 | 技能士補             |
| 電気専攻     | 20名 | 技能士補             |
| 電子情報専攻 | 20名 | 技能士補             |
| 建築専攻     | 20名 | 技能士補             |

#### 長期課程
職業訓練指導員の養成を目的とし、そのために必要な技能や知識に関する教育訓練と、大学工学部に相当する教育訓練の内容を併せ持つ。入学対象者は主に高等学校（定時制課程・通信制課程を含む）または中等教育学校卒業者で、修業年限は4年である。授業料は国立大学法人の標準額と同額であり、平成21年度入学者からは入学金も徴収される（平成20年度入学者までは無料）。4年以上在学し、178単位以上を取得して必要な要件を満足すれば卒業と認められる。
職業能力開発総合大学校東京校、職業能力開発大学校および職業能力開発短期大学校の専門課程卒業者は、長期課程3年に編入することが可能で、長期課程を卒業することにより職業訓練指導員免許を取得できる。しかし長期課程1年次からの入学者とは異なり、学士の学位を受けることはできない。
4学科がある。各学科名と取得できる職業訓練指導員免許の職種を以下の表に示す。
| 学科                   | 定員 | 卒業のみで取得           | 対応する科目を履修した場合に取得                 |
| ---------------------- | ---- | ------------------------ | ------------------------------------------------ |
| 機械システム工学科     | 40名 | 機械科、メカトロニクス科 | 塑性加工科、溶接科、 コンピュータ制御科          |
| 電気システム工学科     | 30名 | 電気科、電気工事科       | メカトロニクス科、電気通信科、コンピュータ制御科 |
| 電子情報システム工学科 | 20名 | 電子科、情報処理科       | 電気通信科、コンピュータ制御科                   |
| 建築システム工学科     | 30名 | 建築科、建設科           | インテリア科、左官・タイル科、配管科             |

上記の工学科には教員と学生が所属するが、ほかに、担当教員のみが所属する専門基礎学科と能力開発専門学科（ともに学生募集は行われない）がある。専門基礎学科は、体育を含む一般教育を担当する。能力開発専門学科は、能力開発科目（大学の教職科目に相当）の授業を担当する。
長期課程には、大学にはない次のような特徴がある。
- 前期、後期それぞれに、実習を中心とした集中授業がある。
- 第3年次に、全国の職業能力開発促進センターや職業能力開発校、障害者職業能力開発校、認定職業訓練施設にて4週間の実務実習（教育職員免許の授与に必要な教育実習に相当）を履修しなければならない。
- 卒業に必要な単位数（178単位）が大学の場合（124単位）より多い。その理由は、学士取得に必要な科目以外に、職業訓練指導員免許取得に必要な科目（能力開発科目や、技能を身につけるための実習科目）が多く用意されているからである。

#### 研究課程
高度な技術指導力、研究開発能力を持つ指導者及び職業訓練指導員の養成が目的である。大学院修士課程に相当し、入学対象者は長期課程卒業者、職業能力開発大学校と職業能力開発総合大学校東京校の応用課程卒業者、及び大学卒業者である。修業年限は2年である。学生は、大学院と同様に、授業料（国立大学法人の標準額と同額）を支払わなければならない。2年以上在学して所定の単位を修得し、研究論文の審査及び試験に合格すると修了と認められる。
なお、研究課程を修了しても職業訓練指導員免許を取得することはできない。また、職業訓練指導員免許は単一級のため、教育職員免許の専修免許に相当するような、職業訓練指導員免許の上位（上級）の免許は存在しない。
研究課程には工学研究科があり、次の3専攻がある。
| 専攻           | 主な研究分野 |
| -------------- | --- |
| 機械専攻       | 機械構造力学・接合、生産・設計、精密加工・機器、エネルギー変換・制御、システム設計・制御                                               |
| 電気・情報専攻 | 制御システム、電力システム、電子デバイス材料、電子デバイス設計・微細加工創成、光通信・計測、情報処理・信号処理、電子システム設計・制御 |
| 建築・造形専攻 | 建築構造工学・力学、建築計画・デザイン、建築生産・材料施工、デザイン設計                                                               |

各専攻では、高度職業訓練の職業訓練指導員（職業能力開発総合大学校東京校、職業能力開発大学校、職業能力開発短期大学校の専門課程の担当教員）に必要な高度の専門的知識及び技能（応用的なものを除く）並びに研究能力を付与するための教育訓練が行われる。そのため、各専攻に関連する工学系科目だけでなく、能力開発専門学科による能力開発科目も履修しなければならない。
研究課程には、大学院修士課程にはない次のような特徴がある。
- 研究論文（修士論文に相当）の作成に係る実験・実習とは別に、職業訓練指導員に必要な技能を養うため、専攻実技高度化実習が必修とされている。
- 研究課程の修了者には、修了式（3月下旬）にて本大学校より修了証書が授与される。一方、修士の学位は、平成19年度までは次年度の9月下旬頃に授与されていたが、平成20年度より課程を修了する年度内に授与されるようになった。

#### 応用研究課程
職業能力開発大学校及び職業能力開発総合大学校東京校の応用課程を担当できる教員（職業訓練指導員）の養成が目的である。入学資格は、研究課程または大学院修士課程を修了した者、または同等と認められる者である。修業年限は1年である。応用研究課程には応用研究科があり、次の1専攻がある。
| 専攻                   | 定員 | 訓練内容                      |
| ---------------------- | ---- | ----------------------------- |
| 高度実践技術指導者専攻 | 20名 | OJTとOff-JTを組み合わせた訓練 |

この専攻では、高度な知識及び技能で専門的かつ応用的なもの並びに研究能力を有する職業訓練指導員を養成する。応用研究課程の修了時には研究論文の審査を受ける。

#### 専門課程
専門課程の目的は、既に職業訓練指導員の業務に従事している者等に対して、（別の職種の）職業訓練指導員免許を取得させることである。専門課程は、高度職業訓練の専門課程と同名称だが、これらとは目的が異なる別の課程である。職業能力開発促進法施行規則では、「指導員訓練の専門課程」、「高度職業訓練の専門課程」と表記して区別している。
入学資格は、(1) 職業訓練指導員免許を受けた者、(2) 職業訓練指導員として1年以上の実務経験のある者、(3) 当該訓練科に関して2級の技能検定に合格した後に3年以上の実務経験のある者のいずれかに該当することである。
2009年度（平成21年度）現在、専門課程には以下の訓練科があり、修了すれば同名の免許職種の職業訓練指導員免許を取得できる。訓練期間は1年であるが、以下の表に示す特定の免許職種を所持していれば、原則として6か月となる。
| 訓練科             | 訓練期間が半年となるのに必要な職業訓練指導員免許職種 （括弧内は平成16年改正前の免許職種であること） |
| ------------------ | --- |
| 機械科             | 溶接科、構造物鉄工科、自動車整備科、内燃機関科、冷凍空調機器科、熱処理科、メカトロニクス科、塑性加工科、鋳造科、鍛造科、製材機械科、織機調整科、（冷凍空気調和機器科）、（金属材料試験科）、（板金科）、（電気制御回路組立て科）、（トレース科）、（製罐科）、（粉末冶金科） |
| メカトロニクス科   | 電子科、電気科、電気工事科、送配電科、情報処理科、コンピュータ制御科、溶接科、構造物鉄工科、自動車整備科、内燃機関科、冷凍空調機器科、熱処理科、塑性加工科、機械科、福祉工学科、計測機器科、理化学機器科、義肢装具科、建設機械科、建設機械運転科、農業機械科、（半導体製品科）、（マイクロコンピュータ制御システム科）、（冷凍空気調和機器科）、（製罐科）、（金属材料試験科）、（板金科）、（機械組立て科） |
| コンピュータ制御科 | 電子科、電気科、送配電科、発変電科、メカトロニクス科、情報処理科、電気工事科、電気通信科、福祉工学科、（半導体製品科）、（電気制御回路組立て科）、（無線通信科） |
| 電気科             | 電子科、送配電科、発変電科、電気工事科、メカトロニクス科、情報処理科、コンピュータ制御科、（半導体製品科）、（電気制御回路組立て科）、（マイクロコンピュータ制御システム科）、（電子管科） |
| 電子科             | 電気科、電気工事科、送配電科、発変電科、メカトロニクス科、情報処理科、コンピュータ制御科、（マイクロコンピュータ制御システム科）、（電気制御回路組立て科）、（電子管科） |
| 情報処理科         | 電子科、電気科、電気工事科、送配電科、メカトロニクス科、コンピュータ制御科、（半導体製品科）、（電気制御回路組立て科）、（マイクロコンピュータ制御システム科） |
| 建築科             | とび科、プレハブ建築科、建設科、ブロック建築科、左官・タイル科、防水科、床仕上げ科、サッシ・ガラス施工科、屋根科、スレート科 |
| 溶接科             | 機械科、構造物鉄工科、自動車整備科、内燃機関科、冷凍空調機器科、熱処理科、塑性加工科、メカトロニクス科、造船科、配管科、（板金科）、（機械組立て科）、（冷凍空気調和機器科）、（金属材料試験科）、（製罐科）、（電気制御回路組立て科）、（舟艇科） |
| 配管科             | 溶接科、構造物鉄工科、自動車整備科、内燃機関科、冷凍空調機器科、住宅設備機器科、熱処理科、塑性加工科、造船科、メカトロニクス科、機械科、（板金科）、（製罐科）、（機械組立て科）、（冷凍空気調和機器科）、（金属材料試験科）、（電気制御回路組立て科）、（舟艇科） |
| 塑性加工科         | 溶接科、構造物鉄工科、自動車整備科、内燃機関科、冷凍空調機器科、熱処理科、メカトロニクス科、機械科、配管科、（冷凍空気調和機器科）、（機械組立て科）、（電気制御回路組立て科） |

#### 研修課程
研修課程の目的は、主に職業訓練指導員免許を受けた者等に対して、12時間以上の訓練（指導方法、技能・実技、専門の学科目）を行い、技術の進歩に対応させるために技能・知識を付与すること、あるいは技能や知識をより完全なものとするために補習させることである。 独立行政法人雇用・能力開発機構の新卒採用者の初任者研修も担当しており、教育訓練職（職業訓練指導員）だけでなく事務職も対象とする。

#### 総合的ものづくり人材育成コース
日本の製造業の競争力向上を目的として、2003年（平成15年）4月に厚生労働省の要請により技術経営 (MOT) の調査研究を開始し、開発されたカリキュラムが「総合的ものづくり人材育成コース」である。「ものづくり力（技術・技能）」、「変革・推進力（リーダーシップ・指導能力）」、「マネジメント力（経営的知識・感覚）」を兼ね備えた生産現場のリーダーを育成する。2005年（平成17年）秋よりスタートした。

## 研究

### 基盤整備センター
基盤整備センターは、職業能力開発総合大学校の職業能力開発に関する調査・研究機能を担う施設である。具体的には、教材開発、訓練システム評価、訓練技法、訓練コース開発等を主な調査・研究課題としている。本センターには研究員が配置される（教員は配置されない）。
基盤整備センターでは、以下のような職業能力開発の実践に必要な調査研究を行っている。
- 総合的かつ体系的な職務分析研究
- 職業能力開発促進法施行規則別表基準の分野別見直しにかかる基礎研究
- 職業能力開発ニーズの総括的な調査研究
- 訓練システムに関する調査研究
- その他

### 沿革
- 1961年 （昭和36年） - 中央職業訓練所の設置と同時に同所に調査研究部が置かれる。
- 1965年 （昭和40年） - 職業訓練大学校調査研究部となる。
- 1969年 （昭和44年） - 雇用促進事業団職業訓練部内に教材課が置かれる。
- 1978年 （昭和53年） - 教材課を吸収して職業訓練大学校職業訓練研究センターとなる。
- 1989年 - 職業訓練大学校再訓練部と統合して職業訓練大学校職業訓練研修研究センターとなる。
- 1993年 （平成5年） - 職業能力開発大学校研修研究センターと改名する。
- 1999年 （平成11年） - 職業能力開発総合大学校能力開発研究センターと改名する。
- 2012年 （平成24年） - 職業能力開発総合大学校基盤整備センターと改名する。

## 学生生活
- 総合課程の学生は、学割等の恩恵にあずかることができる。
- 経済的理由により訓練を継続することが困難な者は、厚生労働省の技能者育成資金融資制度の貸与を受けることができる。一方、独立行政法人日本学生支援機構の奨学金を借り受けることはできない。
- 総合課程の1時限の授業時間は100分である。また、必要単位数が多く、大学・大学院に比べて夏期休暇の期間も短い（ただし、大学でも医学部医学科は、他学部他学科と比べると短い傾向にある）。
- 大学よりも修業に忙しいが、クラブ活動、同好会活動等も行われている。アルバイトをしている学生も多い。

### 同好会・クラブ活動
大学校公認学生団体として、文化系3、体育系7の合計10団体がある（2024年〈令和6年度〉現在）。
- 文化部
音楽部、アナログゲーム同好会、ものつくり研究サークル
- 体育部
軟式野球部、フットサルサークル、バレーボール部、バドミントンサークル、バスケットボール部、サイクリング部、少林寺拳法部、

### 学園祭
学園祭は「能開祭」と呼ばれている。

### スポーツ
下記はいずれも相模原キャンパス時代の実績。
- 男子バスケットボール部は、神奈川学生バスケットボール連盟に加盟していた。
- 硬式庭球部は、関東理工科大学硬式庭球連盟に加盟していた。
- かつて硬式野球部があり、神奈川大学野球連盟に加盟していた。
- サッカー部は、神奈川県大学サッカーリーグに加盟していた（2007年時点、県リーグ2部）。
- バドミントン部は、神奈川県学生バドミントン連盟に加盟していた。
- ソーラーカー同好会は、ソーラーカーレース鈴鹿2009のOLYMPIAクラスに出場した。

## 大学校関係者と組織

### 大学校関係者組織
- 長期課程および研究課程の同窓会組織として、滄水会がある。

### 大学校関係者一覧

#### 校長
- 初代：成瀬政男（東北大学名誉教授）
- 第2代:菅野猛（東京大学名誉教授）
- 第3代:浅枝敏夫（東京工業大学名誉教授）
- 第4代:早川宗八郎（東京工業大学名誉教授）
- 第5代:戸田不二緒（東京工業大学名誉教授）
- 第6代：古川勇二（東京都立大学名誉教授、東京農工大学名誉教授）
- 第7代：圓川隆夫（東京工業大学名誉教授）

#### OB・OG
- 永守重信（職業訓練大学校第一電気科）: ニデック株式会社創業者、代表取締役社長兼最高経営責任者
- 赤松明（職業訓練大学校木材加工科）：ものつくり大学学長　博士（農学）
- 服部信治（職業訓練大学校建築科）：アーバネットコーポレーション株式会社創業者・代表取締役社長

## 施設

### キャンパス
- 使用訓練: 高度職業訓練、指導員養成訓練
- 使用課程: 総合課程、長期養成課程

#### 交通アクセス
- 西武国分寺線・拝島線 小川駅から徒歩5分以内
- JR武蔵野線 新小平駅より徒歩25分（約2キロメートル）
- 西武新宿線久米川駅または西武多摩湖線八坂駅から第三小経由立川駅北口行、または小平営業所行バスで徳島診療所前下車、徒歩6 - 7分。
- JR立川駅北口または西武拝島線東大和市駅から第三小経由久米川駅行バスで徳島診療所前下車、徒歩6 - 7分。

### 図書館
- 2号館6階及び7階に図書館が開設されている。

### 寮
- 総合課程の学生用に学生寮がある。

### 過去に存在した施設

#### 起業・新分野展開支援センター
起業・新分野展開支援センター（愛称: 創業サポートセンター）は、政府の総合雇用対策の一環として2002年（平成14年）1月に設立された。独立して創業を検討中の個人等や、新たな分野への進出を検討中の事業主を対象として、これらに関する相談や公的支援等の情報提供、必要な人材育成、技術的な情報提供や課題の解決などについての支援を行う公的機関であった。
職業能力開発総合大学校の教員による公開講座や技術的課題のアドバイス、各種の専門家（中小企業診断士、技術士、公認会計士、税理士、弁理士他）による起業等に関する相談業務を行ったほか、起業家養成セミナー、創業支援科（3か月訓練、公共職業訓練）も実施していた。
2010年（平成22年）3月31日で本センターが業務終了となった。

#### 関西起業・新分野展開支援センター
関西起業・新分野展開支援センター（愛称: 関西創業サポートセンター）は、政府の総合雇用対策の一環として2003年（平成15年）7月に設立され、関西地方において起業・新分野展開支援センターと同様の業務を行った。
職業能力開発総合大学校や近畿職業能力開発大学校等の教員による公開講座、さらに近畿圏の職業能力開発大学校や職業能力開発促進センター等を加えての技術的課題のアドバイス、創業に関するセミナー等を実施していた。
2010年（平成22年）3月31日で本センターが業務終了となった。

#### 職業能力開発総合大学校東京校
職業能力開発総合大学校の先導的な高度職業訓練機能を担う施設として東京校があったが、2012年に統合された。
- 職業能力開発総合大学校東京校

## 対外関係

### 地方自治体との協定
- 2009年（平成21年）12月10日、相模原市と「地域産業活性化に関する協定」を締結した。協力事項は、市内中小企業におけるものづくり人材育成に係る諸問題の解決、大学との連携による新製品・新技術の開発、環境ものづくりに関する市民への普及・啓発の3点である。
- 株式会社さがみはら産業創造センター（略称: SIC、相模原市が株主）と地域産業の活性化に関する協定を締結し、地域企業との産学連携に関する相談や様々な支援事業を行っている。
- 小平市、東村山市、東大和市の在住、在学、在勤者は、職業能力開発総合大学校図書館を利用できる[3]。
  - 相模原キャンパス時代は、相模原市の図書館との相互利用協定により、相模原市の市民は職業能力開発総合大学校図書館を利用できた（2013年3月に終了）[4]。
- グラウンドが小平市により一時避難場所として指定されている[5]。
  - 相模原キャンパスは相模原市により広域避難場所として指定されていた。跡地利用の進展により2021年時点では指定を外れている[6]
- 相模原市が開催する市民大学講座において、1984年度（昭和59年度）から2012年度（平成24年度）まで講座を実施していた[7]。

### 学生の就職先
長期課程及び研究課程の卒業・修了後の進路に関する制限はない。テクノインストラクターとしての就職先には、独立行政法人高齢・障害・求職者雇用支援機構、都道府県立の公共職業能力開発施設、法務省の矯正施設（刑務所）、認定職業訓練を行う民間企業の職業訓練施設がある。
1998年度（平成10年度）以降のテクノインストラクターへの就職率を見ると、2000年度（平成12年度）までは50%以上あったが、2001年度（平成13年度）以降は36.6%、32.8%、14.6%、12.9%、8.3%（2005年度〈平成17年度〉）と低下し、その後、10.1%、20.2%と上昇に転じた。
なお、公表された2008年度（平成20年度）のテクノインストラクター内定状況によれば、テクノインストラクターとしての内定を得たものは68名であった。内訳は、独立行政法人雇用・能力開発機構が31名、独立行政法人高齢・障害者雇用支援機構が1名、都道府県の職業訓練指導員職が2名、法務省職員が11名、認定職業訓練を行う企業が22名、職業訓練法人が1名である。

### 国際協力
東南アジア諸国との政府間協定により、長期課程では1992年10月から東南アジア諸国の国費留学生を毎年16名、研究課程では2001年4月から毎年2名受け入れている。帰国後は各国の職業訓練指導員として出身国の人材育成を行う。

## 社会との関わり

### テクノインストラクターへの就職実績問題
「特殊法人等整理合理化計画」（平成13年12月19日閣議決定）により、特殊法人であった雇用・能力開発機構は独立行政法人となり、2003年度（平成15年度）から2006年度（平成18年度）までの第1期中期目標期間において、常勤職員数の600名削減を目標に掲げた。その結果、2003年度（平成15年度）には4名、2004年度（平成16年度）には155名、2005年度（平成17年度）には154名、2006年度（平成18年度）には137名、合計で450名が削減された。本大学校の長期課程はテクノインストラクターの養成が目的であるが、このような行政改革等の影響により同機構のテクノインストラクターの採用数が削減された結果、2001年度（平成13年度）から2006年度（平成18年度）までの間に、多くの卒業生が民間企業に就職している点に対して、各所から以下のような指摘を受けた。

#### 総務省の指摘
総務省の政策評価・独立行政法人評価委員会は、2005年（平成17年）11月、「平成16年度における独立行政法人の業務実績評価に対する意見」を公表した。このなかで、職業能力開発総合大学校の卒業生におけるテクノインストラクターへの就職実績が2004年度（平成16年度）は1割程度であることを指摘し、独立行政法人雇用・能力開発機構に対して、卒業生のテクノインストラクターへの就職状況を把握・分析・評価し、今後の在り方の検討に資する評価を行うべきであるとの意見を示した。

#### 会計検査院の指摘
会計検査院は、2007年（平成19年）9月、『会計検査院法第30条の2の規定に基づく報告書「特殊法人等から移行した独立行政法人の業務運営の状況について」』を公表した。このなかで、職業訓練指導と関係のない企業等に就職する卒業生の割合が年々増加し、2005年（平成17年）、2006度（平成18年度）では長期課程卒業生の大半（9割）となっていることについて、並びに、一般入学試験の応募倍率が長期課程で約3.9倍（2001年度〈平成13年度〉）から約2.6倍（2006年度〈平成18年度〉）、研究課程で約1.9倍（2001年度〈平成13年度〉）から約0.4倍（2006年度〈平成18年度〉）に減少していることについて、それぞれ指摘している。これを踏まえ、
- 求められている業務成果の達成や効率化による経費の節減に引き続き努めること
- 今後の業務の見直しに当たり、社会的ニーズ等を十分考慮して学校施設の規模等その在り方を検討すること

が独立行政法人雇用・能力開発機構には必要であると、国会及び内閣に対し報告した。

#### 閣議決定
「独立行政法人整理合理化計画」（平成19年12月24日閣議決定）において、テクノインストラクターの養成の需要に応じて、訓練科の再編や学生定員の削減などの組織の抜本的見直しを行うことが、独立行政法人雇用・能力開発機構関係の計画に盛り込まれた。これを受けて、「職業能力開発促進法施行規則の一部を改正する省令」（平成20年厚生労働省令第61号、平成21年4月1日施行）により、長期課程については7科（定員200名）から4科（定員120名）に再編された。

### 行政改革

#### 独立行政法人雇用・能力開発機構の廃止
「雇用・能力開発機構の廃止について」（平成20年12月24日閣議決定）において、独立行政法人雇用・能力開発機構は廃止し、職業能力開発業務は、独立行政法人高齢・障害者雇用支援機構に移管、その他の業務は、廃止又は独立行政法人勤労者退職金共済機構等へ移管することが明記された。その中で、職業能力開発総合大学校については「職業訓練指導員養成の在り方、コストパフォーマンスを抜本的に見直した上で、ものづくりに関するセンターオブエクセレンスとして、企業の競争力の強化に資する取組を行う」とされた。

#### 施設の売却
長妻昭厚生労働大臣は、相模原キャンパスの施設・設備を売却し、教職員及び学生を東京都小平市の東京校に移動させる方針を表明した。また、平成21年11月の行政刷新会議による事業仕分けの結果を受け、厚生労働省は、本校の売却について主務官庁として正式に検討することを発表した。旧相模原キャンパス跡には、平成31年4月より神奈川県立相原高等学校、令和3年1月より相模原協同病院がそれぞれ移転している。